# La pregunta de sus ojos
La pregunta de sus ojos es una novela de 2003 escrita por el autor argentino Eduardo Sacheri, en la que se basa la película de 2010 El secreto de sus ojos. El autor coescribió el guion del film junto al director Juan José Campanella. Después de publicar varios cuentos durante la década de 1990, esta fue la primera novela que el escritor realizó.  Fue reditada por Alfaguara en julio de 2009 bajo el título "El secreto de sus ojos".